# 融信中國
融信中國控股有限公司，簡稱融信中國控股和融信中國（英語：Ronshine China Holdings Limited，港交所：3301），業務為中國內地經營興建和住宅用及商用的房地產行業。
2003年，歐宗洪（主席及首席執行官）於福建福州市成立「融信（福建）投资集团有限公司」（前身為「福建融信房地產開發有限公司」）。
2016年1月13日（招股價為6.13港元（經調整後為5.36港元），集資額為19億港元，全球發售為3.375億股）於港交所上市之前，則在2015年10月29日和2015年11月27日，分別於上海證券交易所和中國證券監督管理委員會批准，在2015年12月24日和2016年1月18日，發行37.05億元人民幣。
在上市首天，首天收盤報為5.62港元，較招股價為漲幅為4.9%。在2016年1月15日，上市2天後申請停牌，有待發放內部消息，這種做法最為罕見。
2022年3月25日，國際信評機構惠譽評級（Fitch Ratings）將中資房企融信中國控股（融信中國，3301.HK）的長期外幣發行人違約評級，自「B-」下調至「CCC」，將融信中國存續美元高級票據的高級無抵押評級，自「B-」下調至「CCC」，回收率評級為「RR4」。

## 外部連結
- rongxingroup.com （页面存档备份，存于）